# بوبي روبرتسون
بوبي روبرتسون (بالإنجليزية: Bobby Robertson)‏ هو لاعب كرة قدم أمريكية أمريكي، ولد في 18 يونيو 1917 في Pine Ridge, South Dakota ‏ في الولايات المتحدة، وتوفي في 17 يناير 2009 في سانتا كروز في الولايات المتحدة.

## وصلات خارجية
- بوبي روبرتسون على موقع مرجع كرة القدم المحترفة.كوم (الإنجليزية)
- بوبي روبرتسون على موقع JustSportsStats.com (الإنجليزية)